# Elizabeth Kujawinski
Elizabeth Kujawinski ist eine amerikanische Ozeanografin und leitende Wissenschaftlerin an der Woods Hole Oceanographic Institution (WHOI), wo sie als Programmdirektorin des Center for Chemical Currencies of a Microbial Planet tätig ist. Ihre Forschung umfasst Analytische Chemie, Chemische Ozeanographie und Mikrobielle Ökologie. Ihre Forschung beschäftigt sich mit der Frage, was die Zusammensetzung organischer Materialien in aquatischen Systemen steuert.

## Leben
Kujawinski studierte Chemie am Massachusetts Institute of Technology (MIT) und schloss dort 1994 ab. Dort wurde sie mit dem Undergraduate Teaching Award des Departements für Chemie ausgezeichnet. Anschließend wechselte sie als Doktorandin an die WHOI, wo sie im Bereich der Chemischen Ozeanographie arbeitete. In ihrer Doktorarbeit untersuchte sie die Auswirkungen von Protozoen auf den Kreislauf polychlorierter Biphenyle (PCB). Im Jahr 2000 erlangte sie ihren Doktorgrad (Ph.D.). Nach ihrem Abschluss ging Kujawinski als Postdoktorandin an die Ohio State University und war dort bis 2001 in der Analytischen Chemie tätig.
Kujawinski trat 2002 in den Lehrkörper des Barnard College ein und hatte zuvor einen Lehrauftrag an der Columbia University. Sie verbrachte zwei Jahre am Barnard College, bevor sie einen CAREER Award der National Science Foundation erhielt und zur WHOI zurückkehrte. Beim WHOI leitet sie eine Arbeitsgruppe im Bereich der Molekularen Umweltwissenschaften. Im Jahr 2021 wurde sie zur Direktorin des National Science Foundation Center for Chemical Currencies of a Microbial Planet ernannt. Das Zentrum will das Verhalten von bioreaktiven Molekülen und Meeresmikroben verstehen.

## Forschungsleitungen
Um zu verstehen, wie der zelluläre Stoffwechsel die biogeochemischen Kreisläufe beeinflusst, untersucht Kujawinski intra- und extrazelluläre Stoffwechselprofile. Anhand dieser Informationen kann festgestellt werden, welche Faktoren die mikrobiellen Interaktionen und die Umwandlung von gelösten organischen Stoffen beeinflussen. Organisches Material im Meer besteht aus Kohlenstoffverbindungen, die Heteroatome wie Sauerstoff, Stickstoff und Schwefel enthalten. Kujawinski setzt hochauflösende Massenspektrometrie und automatisierte Methoden mit hohem Durchsatz ein, um die niedermolekularen organischen Abfallstoffe im Meerwasser zu analysieren. Der Großteil dieser organischen Stoffe befindet sich in den Tiefen des Ozeans und dient dort als Energiequelle für Mikroorganismen. Kujawinski untersucht das Wechselspiel zwischen Meeresorganismen, die organisches Material freisetzen, und organischem Material, das als Nahrungsquelle für Mikroorganismen dient. So hat sie beispielsweise herausgefunden, dass Dihydrocypropansulfonat und N-Acetyltaurin vom Phytoplankton in den Ozean abgegeben und später von Bakterien abgebaut werden. Sie arbeitet mit dem Bermuda Institute of Ocean Sciences zusammen, um festzustellen, welche chemischen Verbindungen von Mikroorganismen produziert werden. Sie interessiert sich auch dafür, wie sich diese Mikroorganismen entwickeln und wie sie mit Zooplankton und Viren interagieren.
Kujawinski befasste sich auch mit den Auswirkungen der Ölkatastrophe der Deepwater Horizon. In den zehn Jahren nach der Ölpest analysierte Kujawinski die Erkenntnisse, die in der Zeit nach der Katastrophe gewonnen wurden. Sie stellte fest, dass die Ölkatastrophe der Wissenschaft dabei geholfen hat, zu verstehen, wie Bakterien die im Meer freigesetzten fossilen Brennstoffe abbauen, wie die Sonne den Abbau von Rohöl katalysiert und wie sich verschiedene Teile des Ökosystems erholen.

## Veröffentlichungen (Auswahl)
- mit Mary Ann Moran, William F. Schroer, Shady A. Amin, Nicholas R. Bates, Erin M. Bertrand, Rogier Braakman, C. Titus Brown, Markus W. Covert, Scott C. Doney, Sonya T. Dyhrman, Arthur S. Edison, A. Murat Eren, Naomi M. Levine, Liang Li, Avena C. Ross, Mak A. Saito, Alyson E. Santoro, Daniel Segrè, Ashley Shade, Matthew B. Sullivan, Assaf Vardi: Microbial metabolites in the marine carbon cycle. In: Nature Microbiology. Band 7, Nr. 4, April 2022, ISSN 2058-5276, S. 508–523, doi:10.1038/s41564-022-01090-3.
- mit Bryndan P. Durham, Shalabh Sharma, Haiwei Luo, Christa B. Smith, Shady A. Amin, Sara J. Bender, Stephen P. Dearth, Benjamin A. S. Van Mooy, Shawn R. Campagna, E. Virginia Armbrust, Mary Ann Moran: Cryptic carbon and sulfur cycling between surface ocean plankton. In: Proceedings of the National Academy of Sciences. Band 112, Nr. 2, 13. Januar 2015, S. 453–457, doi:10.1073/pnas.1413137112, PMC 4299198 (freier Volltext).
- mit Melissa C. Kido Soule, David L. Valentine, Angela K. Boysen, Krista Longnecker, Molly C. Redmond: Fate of Dispersants Associated with the Deepwater Horizon Oil Spill. In: Environmental Science & Technology. Band 45, Nr. 4, 15. Februar 2011, ISSN 0013-936X, S. 1298–1306, doi:10.1021/es103838p.